# Charles Gonnod
Cet article possède un paronyme, voir Charles Gounod.
Charles Gonnod est un peintre paysagiste français, né le 7 novembre 1912 à Curciat-Dongalon (Ain) et mort dans cette commune le 2 février 1984.

## Biographie
De profession coiffeur, il peint tout sa vie des paysages de l'Ain, en particulier ceux de Bresse, parallèlement à son activité professionnelle exercée à Curciat-Dongalon.

## Œuvres
- Sa toile intitulée En Bresse, le toit rouge, datant de 1965, fait partie des collections du musée de Brou[3].

### Exposition
En 2011, le musée Chintreuil (musée label musée de France) à Pont-de-Vaux, lui consacre une exposition temporaire, Paysages animés de Charles Gonnod, regroupant une trentaine de ses toiles.